# هنري روشون
هنري روشون هو لاعب كرة مضرب كندي، ولد في 12 مارس 1924 في مونتريال في كندا، وتوفي بنفس المكان في 5 فبراير 2005.

## وصلات خارجية
- هنري روشون على موقع رابطة محترفي التنس (الإنجليزية)
- هنري روشون على موقع الاتحاد الدولي لكرة المضرب (الإنجليزية)
- هنري روشون على موقع أرشيف التنس.كوم (الإنجليزية)
- هنري روشون على موقع خلاصة التنس.كوم (الإنجليزية)
- هنري روشون على موقع قاعة كيبيك للمشاهير الرياضية (الفرنسية)